# Couvent des Bernardines de Pontarlier
Le couvent des Bernardines de Pontarlier  est un monastère de cisterciennes établi à Pontarlier dans le département du Doubs.

## Localisation
Le couvent était situé 2, place des Bernardines à Pontarlier, à proximité du théâtre Bernard Blier.

## Histoire
Des bernardines réformées venues de Rumilly sont présentes à Pontarlier dès 1665. Après de modestes implantations, elles occupent brièvement, à partir de 1685, l’ancien château où elles succèdent au collège des jésuites avant de s'installer dans un nouveau couvent dont la construction a commencé sur l'autre rive du Doubs dès le troisième quart du XVIIe siècle. 
Le couvent et ses jardins sont vendus comme bien national et deviennent une propriété privée. Les bâtiments sont remaniés en 1820 — destruction de la chapelle et modification de l'aile qui donne sur la rue — et ses caves sont utilisés par plusieurs fruitières pour l'affinage du comté jusque dans les années 1960. Les bâtiments ont fait l'objet d'un recensement sans suite dans la base Mérimée en 1978.
Rachetée par la mairie en 2004 aux héritiers du dernier propriétaire (Michel Chevalier) en vue d'en faire une médiathèque ou une maison destinée à accueillir des aînés, elle est laissée à l'abandon et menacée de destruction. Grâce à la mobilisation de Pontissaliens et d'amoureux du patrimoine, la maison Chevalier existe toujours en 2022 malgré un incendie en 2016 qui a touché une partie de sa structure. 
Le jardin, ancien cloître des bernardines puis jardin privé des différents propriétaires, a été réaménagé pour mettre en valeur sa flore jugée exceptionnelle pour certaines des espèces présentes.

## Architecture et description
La maison Chevalier est située rue des Bernardines. Toujours debout malgré un incendie . et plusieurs menaces de destruction, son jardin en est le dernier vestige de l'ancien couvent des Bernardines.

## Filiation et dépendances
Le couvent des bernardines de Pontarlier est fille du couvent des bernardines de Rumilly.